# Christy Obekpa
Christy Obekpa, née le 15 décembre 1971, est une judokate nigériane. 

## Carrière
Christy Obekpa est médaillée de bronze dans la catégorie des moins de 72 kg aux Jeux du Commonwealth de 1990 à Auckland.
Elle est médaillée d'or dans la catégorie des moins de 72 kg aux Championnats d'Afrique de judo 1990 à Alger ; elle remporte aussi la médaille de bronze toutes catégories dans ces Championnats.
Elle est médaillée d'argent aux Championnats du Commonwealth de judo 1992 à Cardiff dans la catégorie des moins de 72 kg, médaillée de bronze aux Jeux africains de 1999 dans la catégorie des moins de 78 kg et dans le tournoi toutes catégories, et médaillée de bronze en moins de 78 kg aux Championnats d'Afrique de judo 2000 à Alger.